# Federico Tedeschini
Federico Tedeschini, né le 12 octobre 1873 à Antrodoco dans la province de Rieti (Latium, Italie), et mort le 2 novembre 1959 à Rome, est un cardinal italien de l'Église catholique romaine.

## Biographie

### Études
Né à Antrodoco, Federico Tedeschini reçoit, à partir de 1884, une formation en philosophie et en théologie au séminaire de Rieti. Au séminaire pontifical romain à partir de 1889, il est le condisciple du théologien Eugenio Pacelli, qui sera, plus tard, le pape Pie XII. En 1890, il entre au séminaire pieux. Il est licencié en philosophie, théologie, droit canon et droit civil. Il est ordonné prêtre le 25 juillet 1896, par Domenico Rinaldi, évêque de Montefiascone. Il remporte le concours de théologie de la cathédrale de Rieti de 1898 et, durant cinq ans, il est professeur au département de théologie canonique au séminaire du chapitre de la cathédrale de Rieti. Il obtient cependant le droit de résider à Rome, à l'Apollinaire, pour poursuivre ses études à l'Institut de haute littérature, fondé par le pape Léon XIII.

### Carrière au Vatican
En 1900, monseigneur Volpini le réclame au Vatican et le nomme minutante de la Signature d'État, sous les ordres de monseigneur Della Chiesa, qui sera élu pape sous le nom de Benoît XV. Le pape Pie X (1903 - 1914) le nomme, le 6 novembre 1903, camérier secret, puis, en 1908, prélat de sa Sainteté. À partir du 20 octobre 1908, Federico Tedeschini exerce des fonctions au sein de la curie romaine, comme chancelier du secrétariat des brefs, qu'il réorganise sous sa forme actuelle. Le 24 septembre 1914, il devient substitut du cardinal Domenico Ferrata à la Secrétairerie d'État du Vatican et secrétaire du chiffre. Il assiste le pape Benoît XV (1914 - 1922) lors de la préparation de la conciliation entre l'État et l'Église.

### Représentant du Saint-Siège en Espagne
Le pape Benoît XV le nomme nonce apostolique en Espagne, le 31 mars 1921, en remplacement de Francesco Ragonesi, et archevêque titulaire de Naupacte (de), où il prend la succession d'Ambrogio Damiano Achille Ratti, le 30 avril 1921. Il reçoit l'ordination épicopale de Benoît XV lui-même, le 5 mai de cette même année, dans la chapelle sixtine. Ses coconsécrateurs sont l'archevêque Giovanni Nasalli Rocca di Corneliano, archevêque titulaire de Tebe et aumônier privé du pape, et l'évêque Agostino Zampini (it) (ordre de saint Augustin), évêque titulaire de Porphyreon (de) et sacristain du pape.
Durant sa nonciature, Federico Tedeschini fonde l'Action catholique espagnole. Il s'occupe également des questions concernant la Terre sainte. Sur mandat spécial du Saint-Siège, il effectue la visite apostolique de 1929 en Catalogne. À Antrodoco, sa ville natale, dans la province de Rieti, il établit les Filles de Sainte Anne, chargées de l'assistance aux pauvres et aux malades. Il fait don, à la congrégation espagnole des Fils du Cœur Immaculé de Marie, d'Antonio María Claret y Clará, de la villa du XVIIIe siècle, appelée “Mentuccia”, afin que les pères mènent une action religieuse en direction des habitants d'Antrodoco.
Lors de la proclamation, en 1931, de la république espagnole, il reste le représentant pontifical à Madrid, contrairement à la pratique traditionnelle du Saint-Siège, qui renouvelle ses diplomates lors d'un changement radical de régime. Federico Tedeschini représente le pape en Espagne sous les régimes libéral monarchique, dictatorial, transitoire et républicain. Dans la perspective d'une guerre civile en Espagne, le pape Pie XI le crée cardinal in pectore lors du consistoire du 13 mars 1933. Sa création est publiée le 16 décembre 1935. Le gouvernement de la République espagnole lui décerne la grand-croix d'Isabelle la Catholique. Lors du consistoire du 16 décembre 1935, il est cardinal-prêtre titulaire de l'église Santa Maria della Vittoria, succédant à Angelo Maria Dolci.
Le 10 juin 1936, il est remplacé, comme nonce en Espagne, par Gaetano Cicognani, qui quittera Madrid lors de la révolution de juillet 1936. Le 18 juin 1936, Tedeschini reçoit la barrette et le titre de Santa Maria della Vittoria. Le cardinal Tedeschini est dataire apostolique, nommé par Pie XI, le 25 février 1938, jusqu'à sa mort. Il succède, à ce poste, à Luigi Capotosti. La même année, il est protecteur de la Société anti-esclavagiste. Il participe, comme cardinal électeur, au conclave de 1939, lors duquel Pie XII est élu.

### Federico Tedeschini et le pape Pie XII
Le pape Pie XII apprécie, chez Federico Tedeschini, son ancien condisciple, des « qualités spéciales de cœur et d'esprit ». Le 14 mars 1939, il en fait le successeur de Rafael Merry del Val y Zulueta, comme archiprêtre de la Basilique Saint-Pierre. En 1946, Federico Tedeschini célèbre ses noces d'or sacerdotales (50 ans) et ses noces d'argent épiscopales (25 ans). Du 18 février 1946 au 10 mars 1947, il est camerlingue du Sacré-Collège des cardinaux. Federico Tedeschini représente le pape comme légat pontifical lors de plusieurs célébrations en Europe et en Amérique du Sud, notamment pour les célébrations du centenaire de Lourdes, le pape ayant une affection spéciale pour la vierge Marie. En juillet 1949, il se rend en France, où il rencontre Mgr Cesbron, évêque d’Annecy. En 1950, Pie XII le remercie pour sa participation à la préparation de la proclamation du dogme de l'assomption de la vierge Marie, ainsi que de la constitution apostolique Munificentissimus Deus.
Le pape le nomme, le 28 avril 1951, cardinal-évêque de Frascati (diocèse suburbicaire), où il succède au cardinal Francesco Marchetti Selvaggiani. Il est légat papal aux célébrations en l'honneur de Notre Dame, à Fátima (Portugal), le 24 septembre 1951. Le 10 mai 1952, il est le légat du pape au 35e congrès eucharistique international de Barcelone. Après avoir été légat au Pérou, pour le congrès national eucharistique-marial de Lima, le 8 novembre 1954, il préside les célébrations solennelles à Malte en 1955. Le 23 octobre 1955, il ordonne évêque Pietro Parente. Fin juin 1957, il consacre la ville de Frascati et tout le diocèse de Tuscola au Sacré-Cœur de Jésus.

### Les dernières années

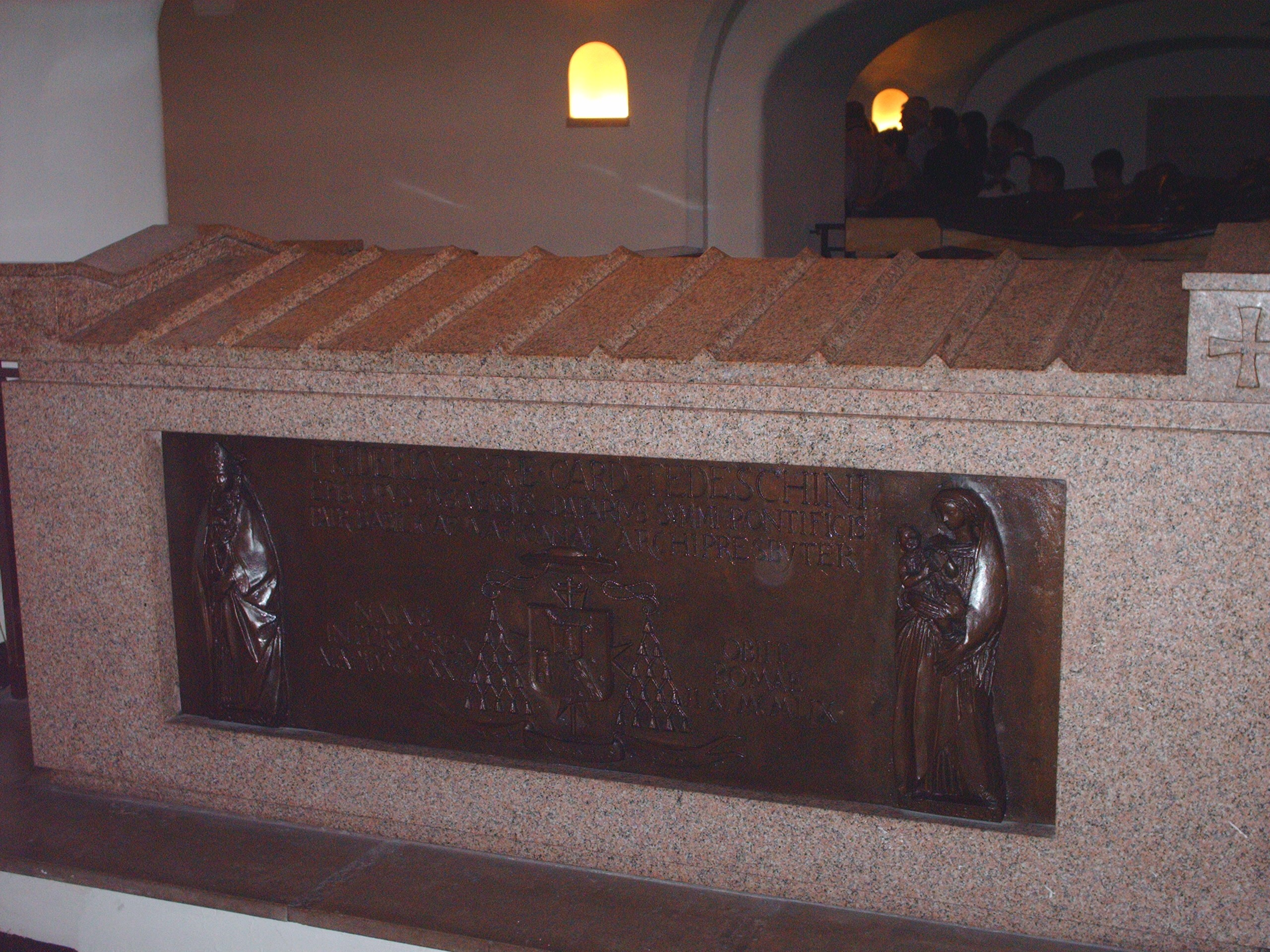
Tombeau du cardinal Federico Tedeschini, Grotte vaticane, Basilique saint Pierre.

Federico Tedeschini prend part au conclave de 1958 (élection de Jean XXIII). Atteint d'un cancer de l'intestin, il est opéré, mais meurt peu après, le 2 novembre 1959, à 4 h 30, à Rome, au palais de la Daterie, à l'âge de 86 ans. Il lègue tout son patrimoine (plus de 25 000 $) à ses neveux. Il est enterré dans les grottes du Vatican de la basilique patriarcale.

## Succession apostolique
Federico Tedeschini a ordonné les évêques suivants :
- Évêque Silverio Velasco Pérez (1925)
- Évêque Albino González y Menéndez Reigada, O.P. (1925)
- Évêque Justo Rivas Fernández (1925)
- Évêque José María Betanzos y Hormaechevarría (de), O.F.M. (1926)
- Évêque Manuel Irurita (es) (1927)
- Évêque Juan Perelló Pou (es), M.S.C. (1927)
- Évêque Nicanor Mutiloa e Irurita (eu), C.SS.R. (1928)
- Évêque Dionisio Moreno y Barrio (1928)
- Évêque Salvio Huix Miralpéix (es), C.O. (1928)
- Archevêque Tomás Muñiz Pablos (es) (1928)
- Évêque José María Eguino y Trecu (eu) (1929)
- Évêque Manuel López Arana (es) (1929)
- Évêque Feliciano Rocha Pizarro (1929)
- Archevêque Luciano Pérez Platero (es) (1929)
- Cardinal Manuel Arce y Ochotorena (1929)
- Archevêque Antonio García y García (es) (1930)
- Évêque José Maria Alcaráz y Alenda (1930)
- Évêque Inocencio López Santamaría (pt), O. de M. (1930)
- Évêque Justo de Echeguren y Aldama (es) (1935)
- Évêque Santos Moro Briz (es) (1935)
- Archevêque Marcelino Olaechea Loizaga, S.D.B. (1935)
- Évêque Antonio Pildain y Zapiain (es) (1937)
- Évêque Manuel Moll Salord (es) (1937)
- Évêque Lucio Crescenzi (1945)
- Évêque Giulio Bianconi (1945)
- Évêque Rene Fontenelle (1955)
- Cardinal Pietro Parente (1955)
- Archevêque Primo Principi (de) (1956)

## Distinctions
- Grand-croix d'Isabelle la Catholique, 1933
- Grand-croix de l'ordre du Mérite de la République italienne, 1953
- Ordre de Charles III d'Espagne